# Nonzeville
Nonzeville település Franciaországban, Vosges megyében. Lakosainak száma 55 fő (2022. január 1.). Nonzeville Destord, Gugnécourt és Pierrepont-sur-l’Arentèle községekkel határos.

## Népesség
A település népességének változása:
| Lakosok száma | 47   | 49   | 51   | 51   | 52   | 53   | 54   | 55   | 55   |
|               | 2013 | 2015 | 2016 | 2017 | 2018 | 2019 | 2020 | 2021 | 2022 |